# Oblastní rada Šafir
Oblastní rada Šafir (hebrejsky מועצה אזורית שפיר‎, Mo'aca ezorit Šafir) je správní území (oblastní rada) v jižním distriktu v Izraeli poblíž města Kirjat Gat. Rozkládá se na celkové ploše 160 km2 v zemědělsky intenzivně využívané pobřežní planině, v regionu Šefela, nedaleko severního okraje pouště Negev.
Na severu hraničí s Oblastní radou Be'er Tuvia, na východě s radou Jo'av a městem Kirjat Gat, na jihu s radou Lachiš a na západě s radou Chof Aškelon. Sídlo oblastní rady se nachází v obci Merkaz Šapira.

## Dějiny
Sídelní síť zde byla utvořena po vzniku státu Izrael, tedy po roce 1948. Během války za nezávislost v roce 1948 opustila zároveň region arabská populace. Plánovitě zde pak došlo k zřízení židovských zemědělských vesnic v rámci regionálního osidlovacího programu Chevel Lachiš. Byly sem rovněž z oblasti Guš Ecion jižně od Jeruzalému přesunuty dvě vesnice, které byly během války dobyty Araby (Ejn Curim a Masu'ot Jicchak). Oblastní rada je pojmenována podle biblického sídla Šafíru připomínaného v Knize Micheáš 1,11 Jeho jméno pak přejala i jedna ze zdejších vesnic (mošav Šafir).
Oblastní rada Šafir byla založena roku 1950. Většina jejích obyvatel patří mezi stoupence náboženského sionismu.

## Seznam sídel

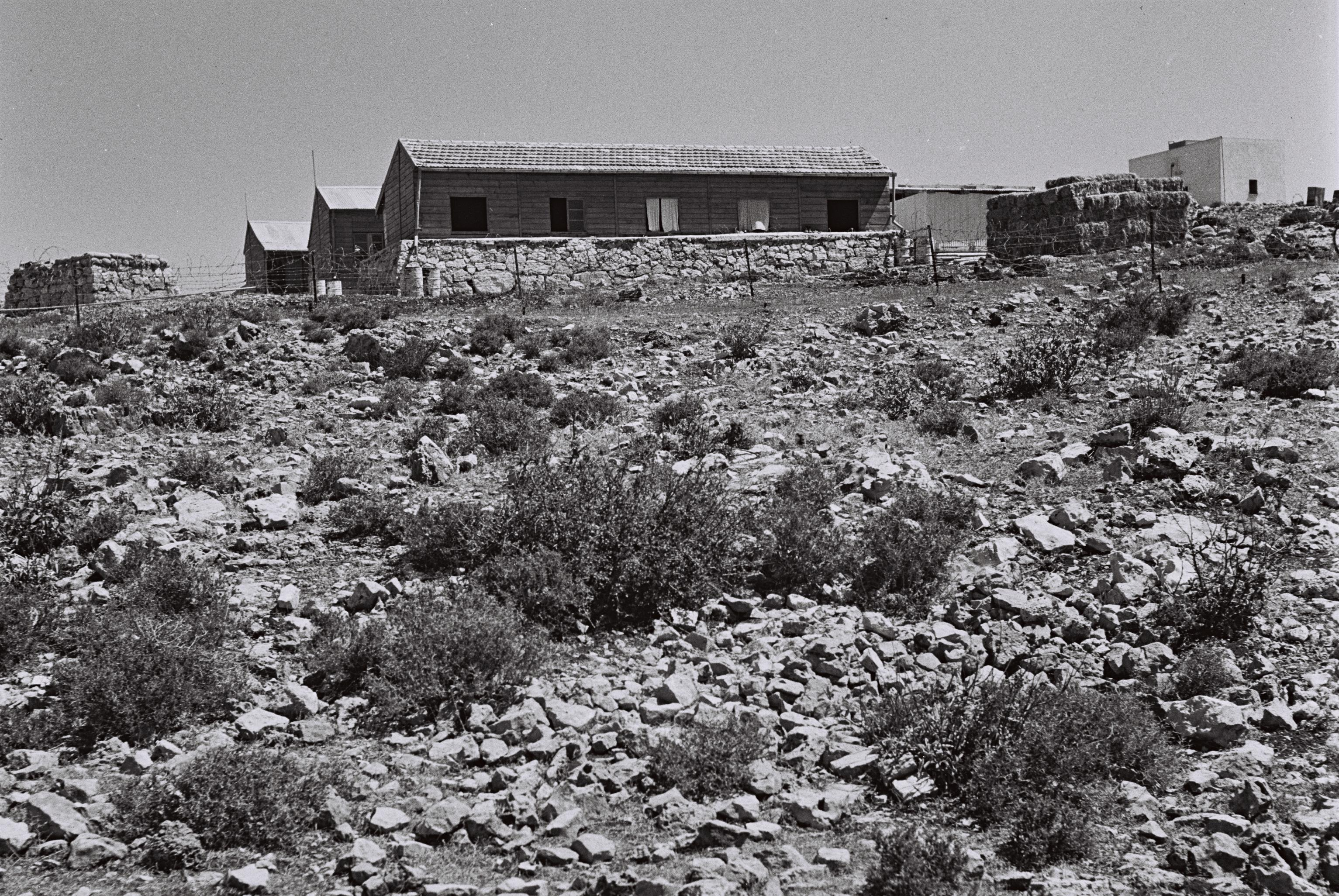
Archivní fotografie kibucu Ejn Curim z roku 1947 ještě v původní lokalitě v Guš Ecion

Oblastní rada Šafir sdružuje celkem 1 kibuc, 10 mošavů a 3 společné osady.
Kibuc
- Ejn Curim

Mošavy
| - Ejtan - Komemijut - Masu'ot Jicchak - No'am - Revacha | - Šalva - Šafir - Uza - Zavdi'el - Zrachja |

Společné osady
- Aluma
- Even Šmu'el
- Merkaz Šapira

## Demografie
K 31. prosinci 2014 žilo v Oblastní radě Šafir 10 300 obyvatel. Z celkové populace bylo 10 300 Židů. Včetně statistické kategorie „ostatní“ tedy nearabští obyvatelé židovského původu, ale bez formální příslušnosti k židovskému náboženství jich bylo 10 300. Podle Centrálního statistického úřadu žilo v oblastní radě k roku 2007 celkem 9800 obyvatel a obyvatelstvo rady bylo téměř výhradně židovské (99,6 %). Roční přírůstek činil 4,3%.
| Rok            | 1961  | 1972  | 1983  | 1995  | 2006  | 2008  | 2009  | 2010  | 2011  | 2012   | 2013   | 2014   |
| -------------- | ----- | ----- | ----- | ----- | ----- | ----- | ----- | ----- | ----- | ------ | ------ | ------ |
| Počet obyvatel | 4 700 | 6 100 | 6 700 | 6 900 | 9 900 | 9 900 | 9 400 | 9 500 | 9 900 | 10 200 | 10 100 | 10 300 |